# 能多洁
能多洁（Rentokil Initial）是一家英国商业服务公司。它成立于1925年，最初是一家害虫防治公司，随后公司规模不断扩大并多元化，开始提供各类设施管理服务。

## 历史
该公司于1925年由帝国理工学院昆虫学教授哈罗德·麦克斯韦-勒弗罗伊（Harold Maxwell-Lefroy）创立，他一直在研究如何杀死出没于威斯敏斯特宫的报死窃蠹。他和助手生产了一种名为“Ento-Kill Fluids”的杀虫剂（“ento”来自希腊语中的昆虫一词：ἔντομον ）。同年，他尝试注册Entokill这个名称，但它已被占用，所以改用Rentokil，Rentokil Ltd.因此成立。哈罗德·麦克斯韦-勒弗罗伊后因实验产生有毒烟雾而丧生。

### British Ratin
British Ratin由丹麦人索弗斯·贝伦德森（Sophus Berendsen）的公司Sophus Berendsen A/S于1927年成立，也是一家害虫防治公司。该公司于1957年收购Rentokil，合并后的企业继续使用Rentokil之名，1960年改名Rentokil Laboratories Ltd.。

### 能多洁集团公司
能多洁集团公司（Rentokil Group plc）1969年在伦敦证券交易所上市。Sophus Berendsen A/S一直持有该集团 50% 的股份，直到1990年代后期。能多洁在首席执行官克莱夫·汤普森的领导下迅速扩张。

### Rentokil Initial plc
1996年，在敌意收购其更大的竞争对手BET plc（洗衣服务“Initial”拥有者）之后，该公司更名为Rentokil Initial。
2006年，由于设施老旧，公司决定关闭其英国洗衣业务。
2007年，该公司曾临时退出富时100指数。